# Anton von Pannewitz

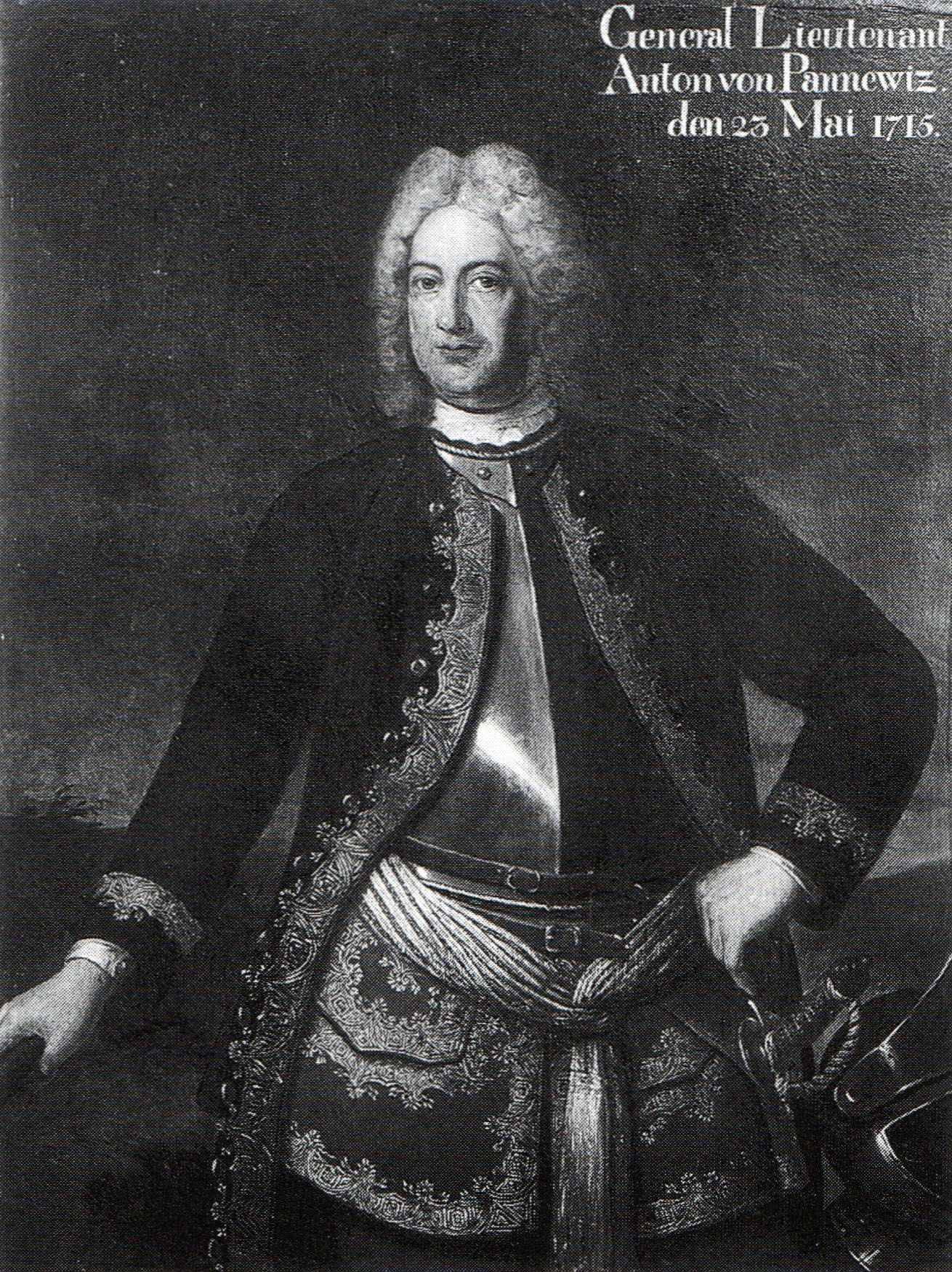
Anton von Pannewitz

Anton von Pannewitz (* 1659 in Kahren; † 1. Oktober 1731 in Tranitz) war ein preußischer Generalleutnant, Gouverneur der Festung Peitz und zuletzt Chef des eigenen „Regiments Pannewitz zu Fuß“.

## Leben

### Herkunft
Pannewitz war der Sohn des kurbrandenburgischen Kapitäns sowie Landesältesten und Direktors des Kreises Cottbus Christian von Pannewitz (1616–1679) und dessen Ehefrau Hedwig Sophia von Wulfen (* 1624; † 28. Januar 1707) aus dem Haus Tempelberg. Sein Bruder Ludolf war später preußischer Generalleutnant der Kavallerie.

### Militärkarriere
Im Alter von 14 Jahren wurde Pannewitz Page des Generals von Arnim. Danach kam er zum General von der Schulenburg. Nachdem dieser in Frankfurt am Main gestorben war, kam er zu einem schwedischen Offizier. Als es zum Krieg zwischen Schweden und Brandenburg kam, wurde er vom Kurfürsten Friedrich Wilhelm zu den Fahnen gerufen. Pannewitz blieb bei der kurbrandenburgischen Armee, kämpfte im Spanischen Erbfolgekrieg und stieg in der Armee auf. Bereits 1698 erhielt er als Oberst ein Bataillon der brandenburgischen Garde, das von da an die „Grenadier-Garde“ genannt wurde und sich später zum „Regiment Gerstorf zu Fuß“ entwickelte. Am 31. Mai 1703 wurde er zum Gouverneur der Festung Peitz ernannt und am 31. Mai 1705 erhielt er die Beförderung zum Generalmajor. Als solcher war er ab 15. April 1713 Chef eines aus den Garnisonen Peitz, Memel und Friedrichsburg gebildeten Bataillons. Am 23. Mai 1715 wurde Pannewitz Generalleutnant und vier Monate später bildete sein Bataillon den Stamm für ein neues Regiment. Er selbst wurde dann Chef des Infanterieregiments Nr. 13, dessen bisheriger Chef Jacques L’Aumonier erhielt seine Stelle als Gouverneur des Festung Peitz.
Am 10. September 1722 dimttierte Pannewitz. Er war Herr auf Tranitz sowie Groß- und Klein-Lieskow.

### Familie
Pannewitz war mit Dorothea Elvira von Schlabrendorff verheiratet.